# Johana Františka z Magni
Johana Františka Priska z Magni, rozená Pergerová z Pergu (německy Johanna Franziska von Magni, geb. Berger von Berg, † 1654) byla moravská šlechtična, pocházela z rodu Pergerů z Pergu, provdaná hraběnka z Magni.

## Život a činnost

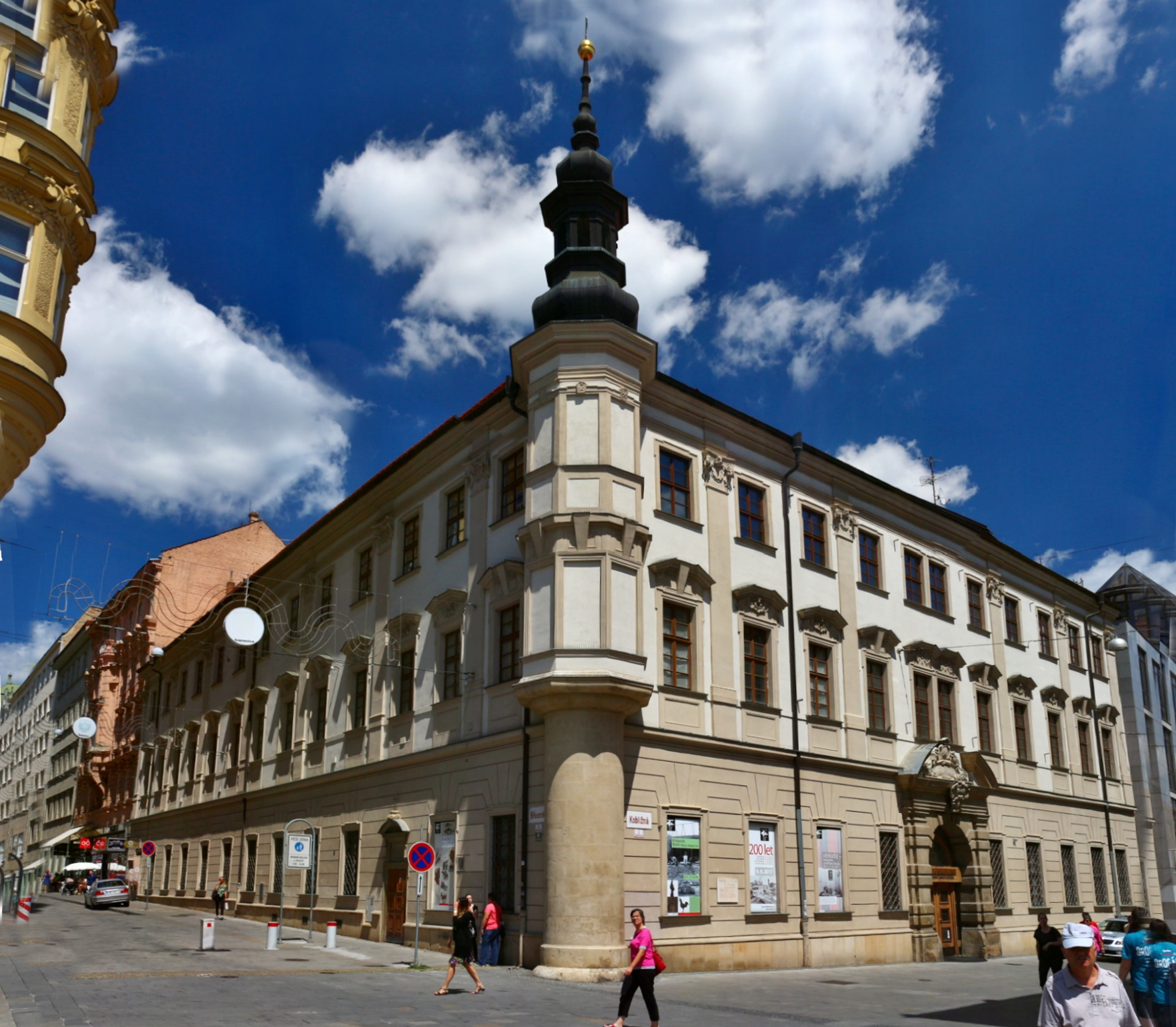
Palác šlechtičen v Brně

Pocházela z moravského rodu Pergerů (Bergerů), spekulovalo se o jejím nemanželském původu, měla být dcerou kardinála Františka z Ditrichštejna, který jí a jejímu odkazu prokazoval zvláštní pozornost.
V roce 1635 se stala druhou manželkou císařského maršála hraběte Františka z Magni (1598–1652), pozdějšího zemského hejtmana, jemuž jako věno přinesla panství Medlánky, Sokolnici a Líšeň. Z jejich manželství se narodil syn František Konstantin, který však zemřel ve věku 3 let.
Po smrti hraběte Františka přešel rodový majorát na jeho bratra Filipa. Johana Františka se ve své poslední vůli z února 1654 rozhodla poskytnout majetek ve výši 60 tisíc rýnských zlatých, četné šperky a klenoty, ale také brněnský dům na rohu Kobližné ulice č. 3, který byl později přestavěn na palác šlechtičen, dále dvě zahrady a svůj statek Medlánky k dobročinným účelůmː 1) ve Strážnici k obnově špitálu pro 6 chudých (3 muže a 3 ženy), 2) v Brně k založení Nadace Panny Marie Školské (německy Stift Maria Schul) pro výchovu a výuku mladých šlechtických a měšťanských dcer. Nad nadací převzal patronát kardinál František z Ditrichštejna a pověřil brněnského italského stavitele Jana Křtitele Ernu výstavbou nové budovy pro potřeby nadace. Podle Ernova návrhu byl teprve v letech 1674–1679 vystavěn na dnešním náměstí Svobody palác šlechtičen s kaplí Obětování Panny Marie. Podle přání paní hraběnky se staly vrchními ředitelkami nadace vždy císařovny. Ony jmenovaly vedoucí nadace, byly jimi dámy ze šlechtických rodů – svobodné paní hraběnky.
V roce 1859 na nádvoří budovy místodržitelství v Brně byla objevena krypta, v níž se nacházely rakve hraběte Františka, jeho manželky Johany Františky a jejich synka Františka Konstantina, společně s kapslí obsahující srdce hraběte Ludvíka Kazimíra Braida, který zemřel v roce 1685 během obléhání Pešti.